# Liloan (Southern Leyte)
Liloan is een gemeente in de Filipijnse provincie Southern Leyte. De gemeente ligt deels op het eiland Leyte en deels op het eiland Panaon. Bij de laatste census in 2007 had de gemeente ruim 22 duizend inwoners.

## Geografie

### Bestuurlijke indeling
Liloan is onderverdeeld in de volgende 24 barangays:
| - Amaga - Anilao - Bahay - Cagbungalon - Calian - Caligangan - Candayuman - Catig - Estela - Fatima - Gud-an - Guintoylan | - Himayangan - Ilag - Magaupas - Malangsa - Molopolo - Pandan - Poblacion - Pres. Quezon (Maugoc) - President Roxas (Nailong) - San Isidro - San Roque - Tabugon |

## Demografie
Liloan had bij de census van 2007 een inwoneraantal van 22.203 mensen. Dit zijn 2.365 mensen (11,9%) meer dan bij de vorige census van 2000. De gemiddelde jaarlijkse groei komt daarmee uit op 1,57%, hetgeen lager is dan het landelijk jaarlijks gemiddelde over deze periode (2,04%). Vergeleken met de census van 1995 is het aantal mensen met 5.043 (29,4%) toegenomen.

De bevolkingsdichtheid van Liloan was ten tijde van de laatste census, met 22.203 inwoners op 50,3 km², 441,4 mensen per km².